# Garrucha (Espanha)
Garrucha é um município da Espanha na província de Almeria, comunidade autónoma da Andaluzia, de área 8 km² com população de 8 626 habitantes (2009) e densidade populacional de 1 078,25 hab/km².

## Demografia
| Variação demográfica do município entre 1996 e 2008 | Variação demográfica do município entre 1996 e 2008 | Variação demográfica do município entre 1996 e 2008 | Variação demográfica do município entre 1996 e 2008 |
| --------------------------------------------------- | --------------------------------------------------- | --------------------------------------------------- | --------------------------------------------------- |
| 1996                                                | 2001                                                | 2004                                                | 2008                                                |
| 4 867                                               | 5 465                                               | 6 525                                               | 8 491                                               |